# Onofrio Palumbo
Onofrio Palumbo (primera mitad del siglo XVII), fue un pintor napolitano del ámbito caravaggista, activo durante el Barroco.

## Biografía

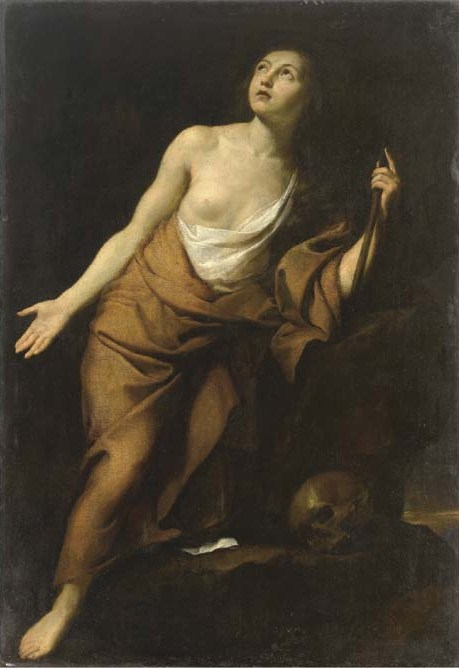
Magdalena penitente

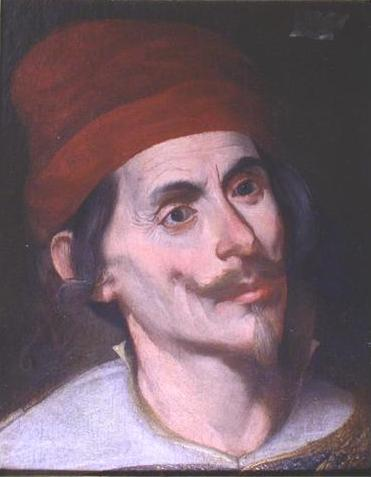
Retrato de Masaniello

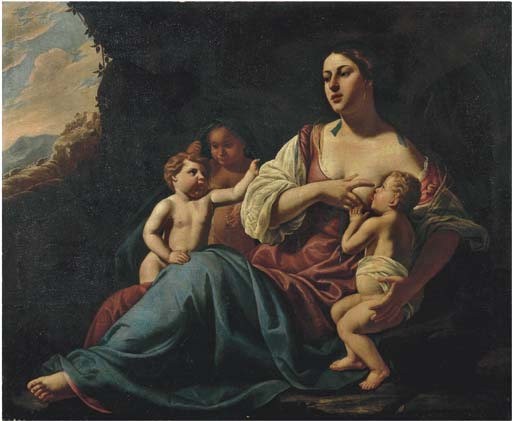
Alegoría de la Caridad

Comenzó su aprendizaje con Giovanni Battista Caracciolo y después con Artemisia Gentileschi, durante la estancia de la pintora en Nápoles hacia 1630. Ningún trabajo de este período ha podido ser identificado. Su producción conocida está cerca del estilo de Massimo Stanzione.
San Jenaro intercede por la ciudad de Nápoles, (1647) en la iglesia de la Santa Trinità dei Pellegrini de Nápoles, es un gran lienzo de excepcional calidad, en el que Didier Barra colaboró con una vista de la ciudad. En su Anunciación y Adoración de los Pastores (Santa Maria della Salute), la influencia de Paolo Domenico Finoglia y Francesco Guarino es evidente, con un toque naturalista al estilo de José de Ribera.
En un estadio más avanzado de su carrera, Palumbo se adhirió con entusiasmo a las novedades introducidas por Andrea Vaccaro, sin perder de vista su estilo «stanzionesco». En la fase final de la vida de Artemisia, fue su principal colaborador, asumiendo la mayor parte del trabajo en los últimos encargos de ésta.
Las obras de Palumbo poseen una cuidadísima composición y dibujo, reforzada con una paleta de colores oscuros.

## Obras destacadas
- San Jenaro intercede por la ciudad de Nápoles (1647, Santa Trinità, Nápoles), en colaboración con Didier Barra.
- Anunciación y Adoración de los Pastores (Santa Maria della Salute, Nápoles)
- Virgen con niño con Santa María Egipcíaca y San Agustín (Santa Maria Egiziaca a Pizzofalcone, Nápoles)
- Sagrada Familia con San Joaquín y Santa Ana (Santa Maria Egiziaca a Pizzofalcone, Nápoles)
- Virgen Inmaculada con San Jorge y otros santos (San Giorgio a Pianura, Nápoles)
- Venus y Adonis (Musée Granet, Aix-en-Provence)
- Retrato de Masaniello (Museo di San Martino, Nápoles)